# Pastebin.com
Pastebin.comは、テキスト保存サイトである。2002年9月3日にポール・ディクソンによって作成され、8年後の2010年にはスパムや期限切れのペーストを除いてアクティブなペースト数は1000万件に到達した。
Pastebin.comには、さまざまなプログラミング言語やマークアップ言語に対応した構文ハイライト機能、ペーストやユーザープロファイルの閲覧数カウンターが備わっている。ユーザーは登録なしでもゲストとしてペーストを投稿できるが、アカウントを作成することでペーストの管理が可能となる。

## 歴史
2011年10月までに、同サイトのアクティブなペースト数は1000万件を超えた。
- 2012年7月、Pastebin.comの運営者は、アクティブなペースト数が2000万件を超えたとツイートした[4]。

- 2015年6月9日、同サイトはアクティブなペースト数が6500万件に達したと発表した[5]。また、ペーストの約75%が非公開または限定公開であることも明かされた[6]。

- 2015年12月、Pastebin.comはアクティブなペースト数9500万件、会員数200万人超に到達した[7]。

2014年ベネズエラ抗議行動の際、Pastebin.comは抗議に関する情報を共有する活動家によって利用されていたため、ベネズエラ政府によってブロックされた。
2020年4月、Pastebin.comは内蔵検索機能を削除し、有料のPastebin Pro永久会員を含むウェブスクレイピング向けのAPIを制限した。また、追加のスパム対策として、ログインしていないユーザーによるペーストは、サイトのサイドバーに表示される最近のペースト一覧に表示されなくなった。
2020年9月、Pastebin.comに2つの新機能が追加された。ユーザーはペーストの閲覧にパスワード保護をかけたり、一度閲覧された後に即時削除を依頼したりすることが可能になった。
2020年10月14日、Pastebin.comの利用規約が更新され、投稿内容がCC BY-SAである旨の記述が削除された。
Pastebin.comは、ダークウェブへ誘導する.onionリンクの主要な情報源となっている。
2014年以降、Pastebin.comに投稿されるペーストの大半は、ハッキングされたアカウントや漏洩したギフトカードである